# Waldeck-Frankenberger Bank
Die Waldeck-Frankenberger Bank eG ist eine Genossenschaftsbank im Landkreis Waldeck-Frankenberg (Hessen) in der Rechtsform einer eingetragenen Genossenschaft mit Sitz in Korbach.

## Geschichte

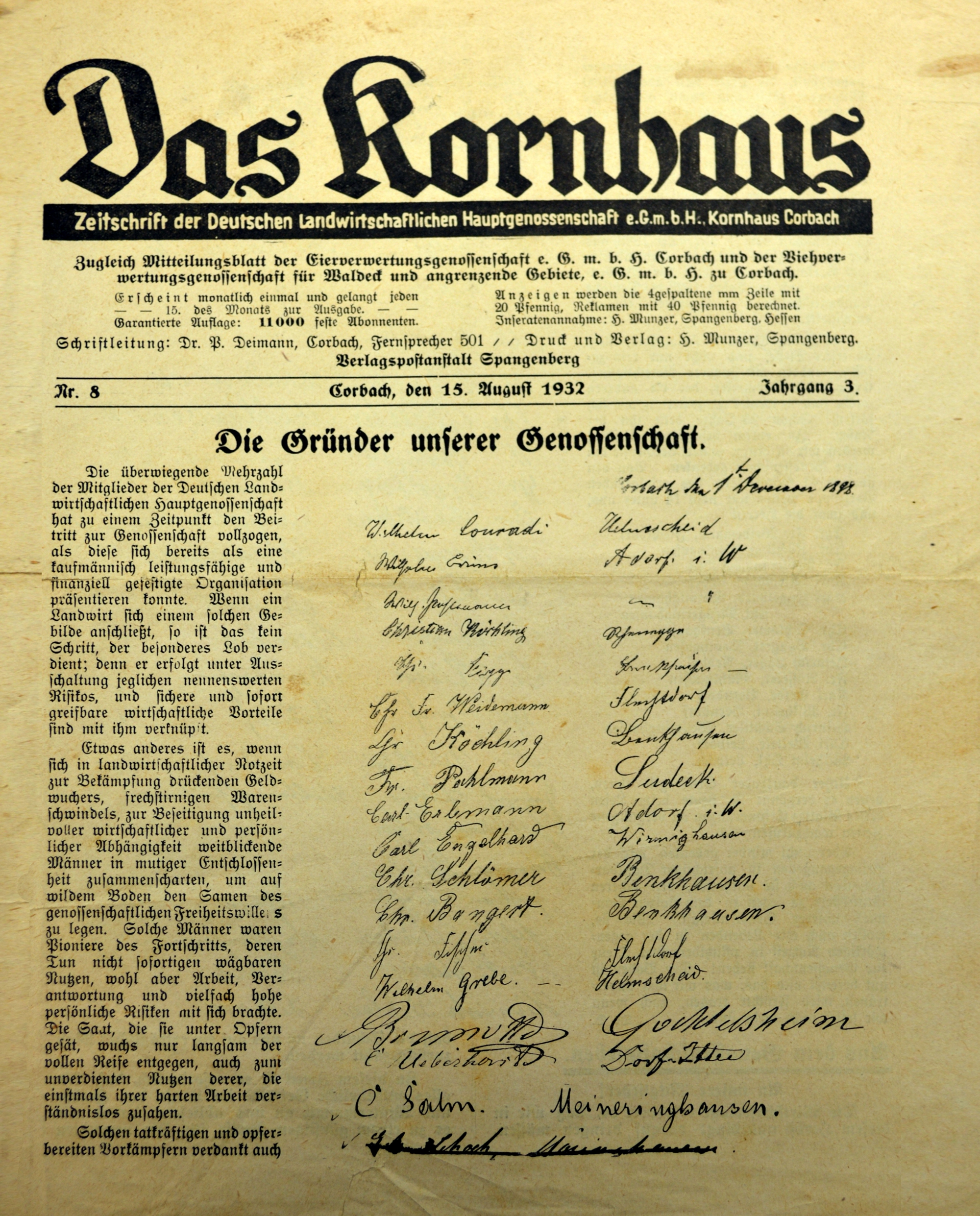
Die Gründer der Genossenschaft im Jahre 1898

Der Grundstein des Kreditinstituts wurde am 1. Dezember 1898 als „Eisenberger Kreis-, Ein- und Verkaufsgenossenschaft“ in Corbach gelegt. Zur Gründung schlossen sich 42 Mitglieder in der Genossenschaft zusammen. Den ersten Vorstand bildeten Wilhelm Conradi aus Helmscheid, Eduard Emde aus Mühlhausen, Eduard Pohlmann aus Corbach, Wilhelm Brühne-Antons aus Adorf und Karl Welteke aus Lelbach. Fünf Jahre später kam es zur ersten Umfirmierung in die „Central Ein- und Verkaufsgenossenschaft für Waldeck-Pyrmont – Kornhaus Corbach“.
Im Jahre 1923 wurde als Ergänzung zum Waren- und Produktverkehr auch ein Kreditinstitut gegründet, die „Bank der Landwirte AG“. Die Aufgabe des Tochterunternehmens war es, die Landwirte mit Krediten zu versorgen. Das Einzugsgebiet wurde in den Folgejahren bis 1926 auf einen Umkreis von ca. 60 Kilometer um Korbach ausgedehnt. Zum Geschäftsgebiet gehörten neben dem Warburger Land, auch das Sauerland, das Wittgensteiner Land, Edertal bis z. T. Schwalm (Eder).
Mittlerweile bestand die Genossenschaft aus rund 15.000 Mitgliedern in 49 Kreisen und über 900 Ortschaften. Im Jahr 1928 unterhielt man 53 Kornhäuser.

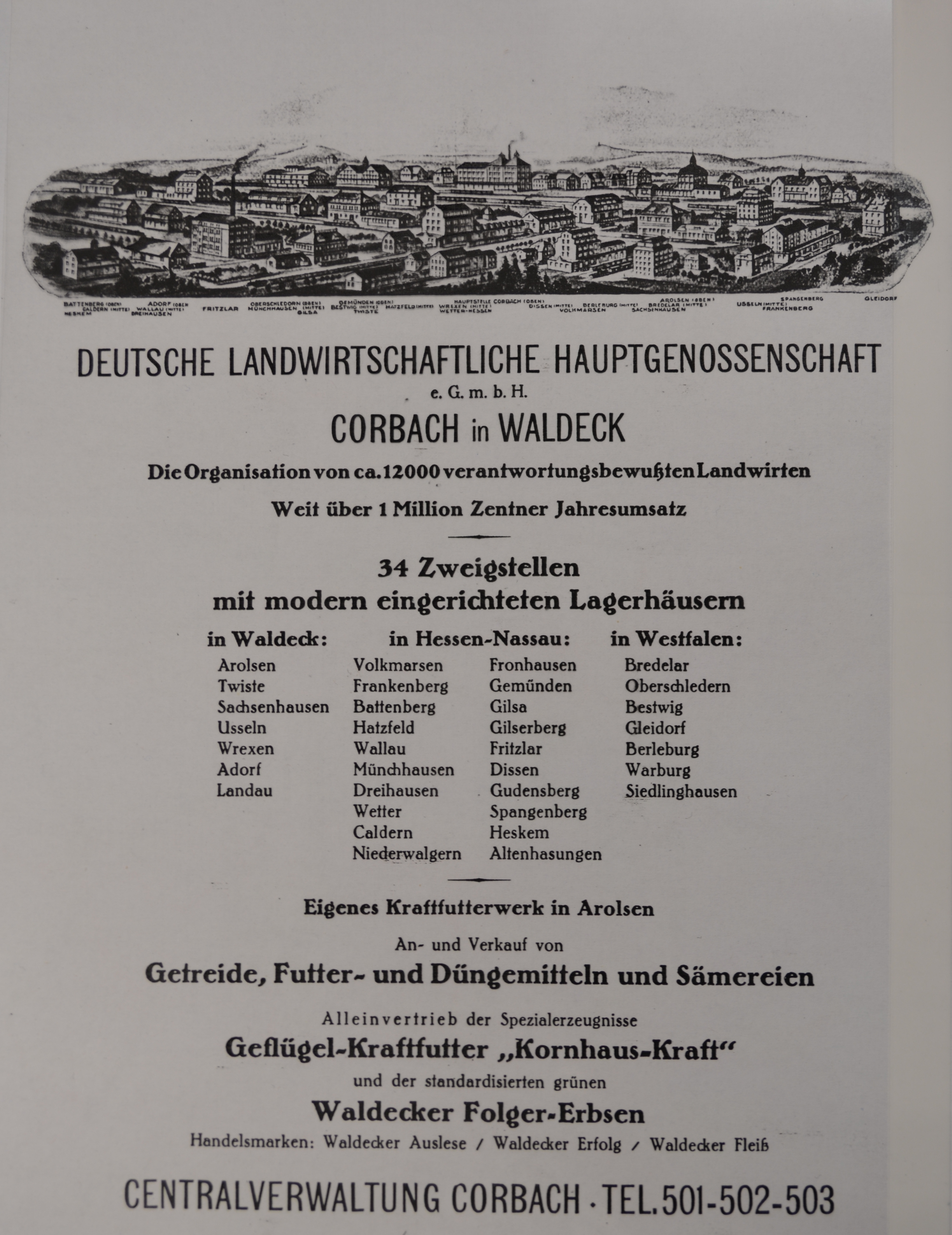
Geschäftsstellengebiet um 1930

Während des Nationalsozialismus wurden die Geschäftsgebiete der Genossenschaften zur „Schaffung eines einheitlichen deutschen Landstandes“ umverteilt. Es kam zur Auflösung der „Bank der Landwirte“ und Abgabe von Teilen des Warengeschäftes an die „Landwirtschaftliche Ab- und Verkaufsgesellschaft Hessenland“.
1936 umfasste das Geschäftsgebiet lediglich die früheren waldeckischen Kreise des Eisenberges und der Twiste sowie angrenzende Gebiete. 2.850 Mitglieder gehörten nun der neuen „Hauptgenossenschaft Korbach“ an. Die Bilanzsumme lag zu diesem Zeitpunkt bei 4,8 Mio. Reichsmark. Von den zahlreichen Kornhäusern blieben der Genossenschaft nur noch wenige erhalten.

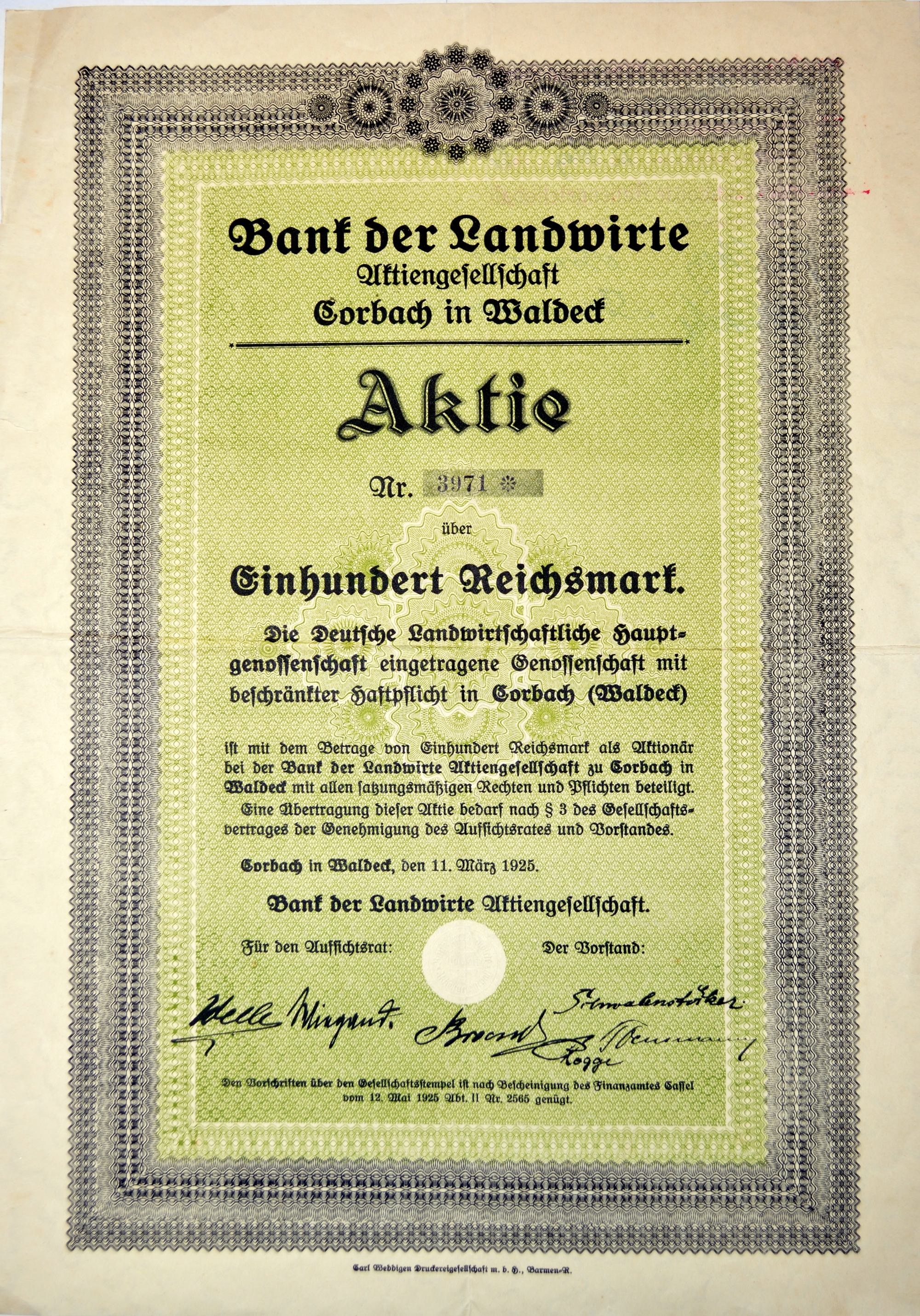
Aktie: Bank der Landwirte – Wert 100 Reichsmark

Nach den Kriegswirren wies der erste Geschäftsbericht eine Eröffnungsbilanz von 1,2 Mio. D-Mark, bei 2.715 Mitgliedern aus. In der Generalversammlung vom März 1952 wurde beschlossen, den bisherigen Firmennamen mit dem Zusatz „Landbank“ zu ergänzen, um dadurch den Unternehmenszweck als Kreditinstitut auch nach außen deutlicher zu machen.
1963 erfolgte die fünfte Namensänderung in „Waldecker Bank eG“, was auch die Verbundenheit zur Region zum Ausdruck bringen sollte. Im Jahr 2022 konnte die Waldecker Bank eG durch die Fusion mit der damaligen Raiffeisenbank Volkmarsen eG, erstmals das Geschäftsgebiet auf den kompletten Altkreis Waldeck ausdehnen. Zudem verfügt man mit der Geschäftsstelle Oberlistingen erstmals über eine Filiale außerhalb Waldecks.

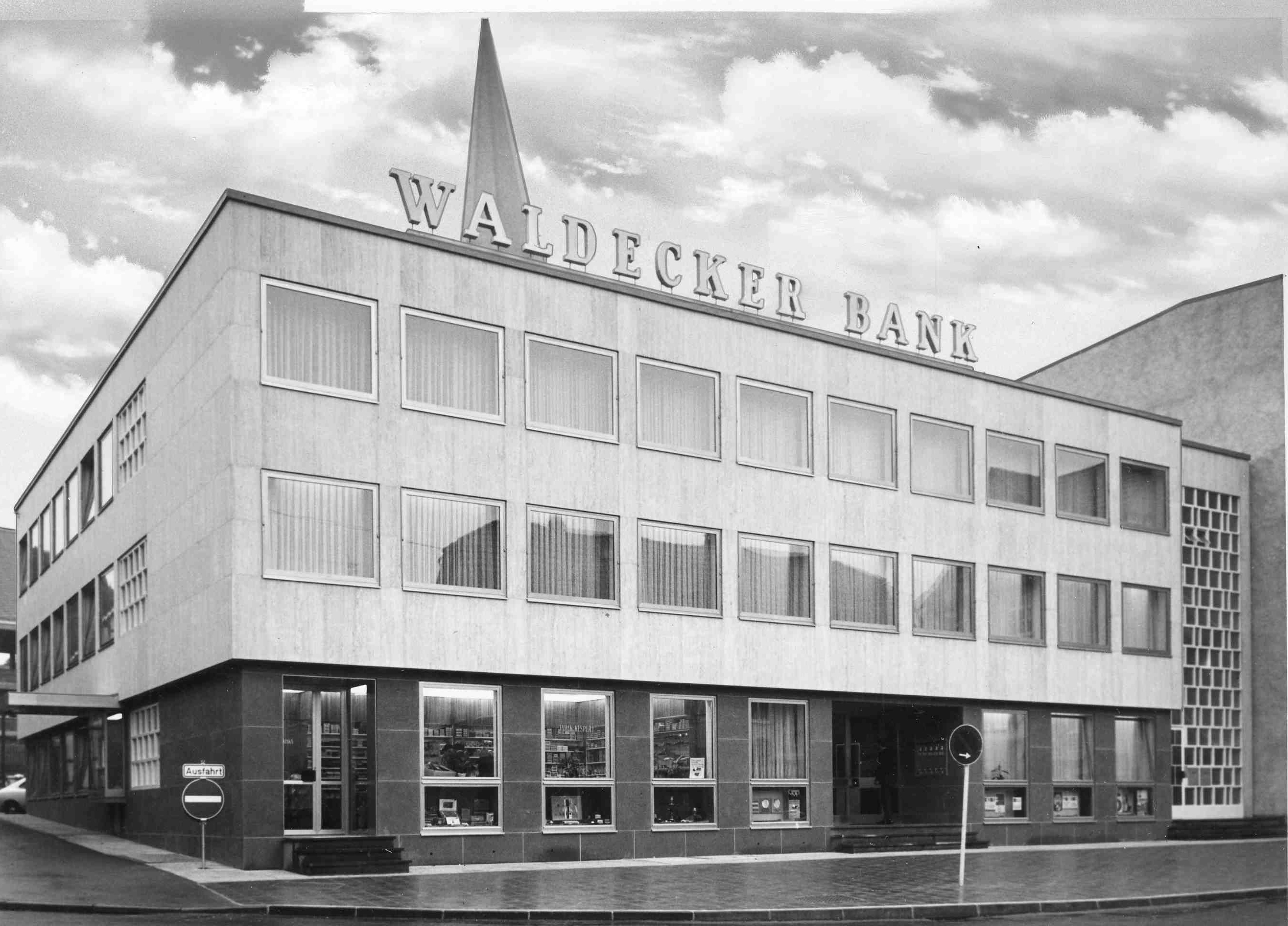
Hauptstelle der Bank in den 80ern

Nicht ganz ein Jahr später erfolgte durch die Fusion mit der Frankenberger Bank die sechste und vorerst letzte Namensänderung. Seit Oktober 2023 firmiert das Finanzinstitut unter den Namen Waldeck-Frankenberger Bank eG. Abgesehen von der Gemeinde Gemünden, ist die Bank seitdem im gesamten Landkreis vertreten. Für die Fusion zur neuen „Landkreisbank“ war die Zustimmung der Vertreter beider Banken erforderlich. Die Abstimmungen erfolgten am 13. Juni bei der Frankenberger Bank eG und am 15. Juni bei der Waldecker Bank eG, bei der die Zustimmungen wurden erteilt. Die Fusion erfolgte rückwirkend zum 1. Januar desselben Jahres, die technische Umstellung und Umbenennung am 21. Oktober 2023.
Im Laufe der Jahre schlossen sich weitere Kreditinstitute der Waldecker-Frankenberger Bank an:
- 1972 Fusionen mit den bis dahin eigenständigen Raiffeisenkassen in Willingen, Berndorf, Eppe, Rattlar und Twiste.
- 1979 Rücknahme des Warengeschäftes von der Raiffeisenwarenzentrale Hessenland Kassel
- 1981 Verschmelzung mit den Raiffeisenbanken Mühlhausen, Massenhausen, Netze und Rhena
- 1987 Fusion mit der Raiffeisenbank Diemelsee
- 1995 Fusion mit der Raiffeisenbank Eimelrod
- 1998 Ausgliederung des Warengeschäftes in die Waldecker Kornhaus GmbH, seit 1999: Raiffeisen Waldeck-Marsberg GmbH.
- 1999 Fusion mit der Raiffeisenbank Lichtenfels
- 2005 Fusion mit der Raiffeisenbank Freienhagen-Höringhausen
- 2007 Fusion mit der Genossenschaftsbank Bad Wildungen
- 2011 Neubau der Geschäftsstelle in Giflitz
- 2013 Neubau der Geschäftsstelle Korbach
- 2015 Modernisierung der Geschäftsstelle Bad Wildungen
- 2018 Modernisierung der Hauptstelle Korbach
- 2021 Modernisierung der Geschäftsstelle Willingen
- 2022 Fusion mit der Raiffeisenbank Volkmarsen[5]
- 2023 Fusion mit der Frankenberger Bank zur Waldeck-Frankenberger Bank eG
- 2023–2024 Weitere Modernisierung der Hauptstelle Korbach

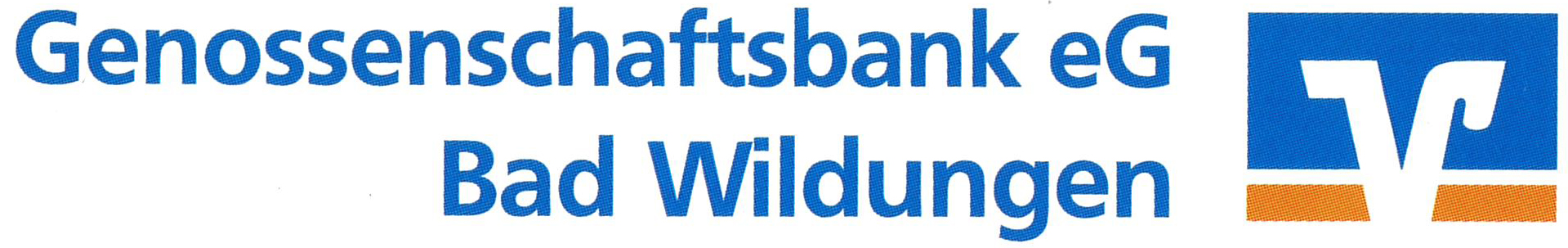
Logo der ehem. Genossenschaftsbank eG Bad Wildungen

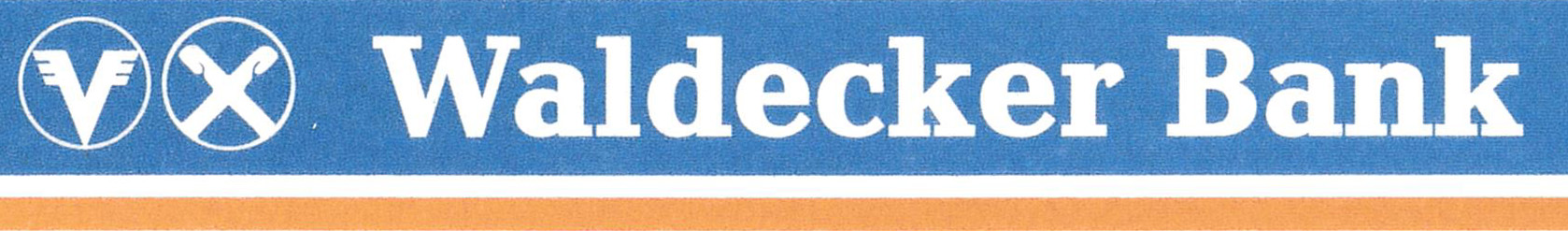
Waldecker Bank Logo bis 2002

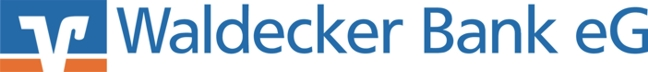
Waldecker Bank Logo 2002–2018

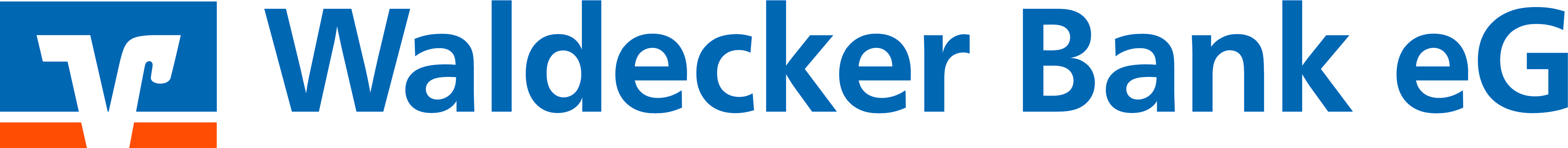
Waldecker Bank Logo 2018–2023

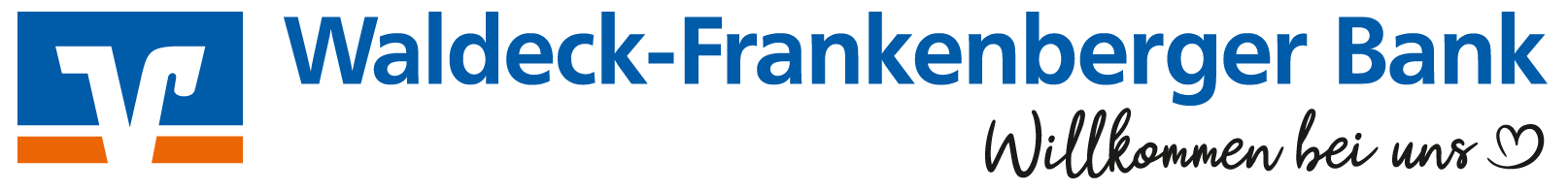
Waldeck-Frankenberger Bank Logo ab Oktober 2023

## Vorstandsmitglieder der Bank
1898–1905 Landwirt Wilhelm Brüne-Antons, Adorf

1898–1907 Ökonomierat Wilhelm Conradi, Helmscheid

1898–1914 Landwirt Heinrich Schwalenstöcker, Korbach

1898–1920 Landwirt Eduard Emde, Mühlhausen

1914–1920 Landwirt Carl Schoch, Höringhausen

1905–1926 Generaldirektor Karl Wiegand, Korbach

1907–1927 Landwirt Heinrich Welle, Elleringhausen

1898–1931 Landwirt Karl Welteke, Lelbach

1920–1931 Landwirt Friedrich Brandt, Strothe

1920–1931 Landwirt Heinrich Schwalenstöcker, Korbach

1926–1931 Direktor Werner Toensmann, Korbach

1931–1932 Direktor Dr. Karl Deimann, Winkhausen

1931–1933 Landwirt Fritz Emde, Zollhaus

1931–1934 Landwirt Wilhelm Mander, Obermöllrich

1932–1934 Landwirt Josef Meschede, Halbeswig

1932–1934 Landwirt Friedrich Zenke I., Nieder-Ense

1927–1936 Landwirt Fritz Hartwig, Thalitter

1931–1936 Landwirt Karl Penzel, Amönau

1931–1936 Landwirt Heinrich Welle, Elleringhausen

1933–1936 Landwirt Karl Kramer, Lelbach

1934–1936 Direktor Dr. Alfred Scheerer, Kassel

1934–1937 Direktor Heinz Dallwigk, Korbach

1936–1937 Direktor Alexander Weith, Kassel

1936–1938 Direktor Gottfried Paulus, Korbach

1937–1938 Landwirt Fritz Hartwig, Thalitter

1937–1938 Fabrikant Karl Pohlmann, Korbach

1938–1948 Landwirt Karl Kramer, Lelbach

1939–1949 Kaufmann Heinrich Lohmann, Korbach

1949–1952 Ingenieur Ernst Herrmann, Korbach

1952–1956 Zimmermeister Wilhelm Brandt, Neukirchen

1948–1959 Landwirt Heinrich Klein, Marienhagen

1956–1959 Kaufmann Heinrich Nelle, Korbach

1938–1963 Direktor Leopold Müller, Korbach

1958–1974 Landwirt Heinrich Zenke, Ober-Ense

1959–1977 Kaufmann Adolf Curtze, Korbach

1963–1977 Direkt Karl Klein, Korbach

1974–1989 Landwirtschaftsmeister Erich Küthe, Hemmighausen

1979–1990 Direktor Heinrich Vestweber, Korbach

1963–1991 Direktor Werner Eimer, Korbach

1978–1994 Kaufmann Adolf Hoppe, Korbach

1990–1996 Landwirt Karl Mitze, Berndorf

1977–2005 Vorstand Wilfried Stieglitz, Thalitter

2005–2007 Vorstand Stephan Alt, Sachsenhausen

1991–2022 Vorstand Karl Oppermann, Korbach

seit 2007 Vorstand Udo Martin, Korbach

seit 2020 Vorstand Mario Seitz, Allendorf/Hardtberg

seit 2020 Vorstand Stephan Wilke, Altenlotheim

seit 2022 Vorstand Carsten Hohmann, Mengeringhausen

seit 2023 Vorstand Dennis Patzwaldt, Korbach

## Geschäftsgebiet

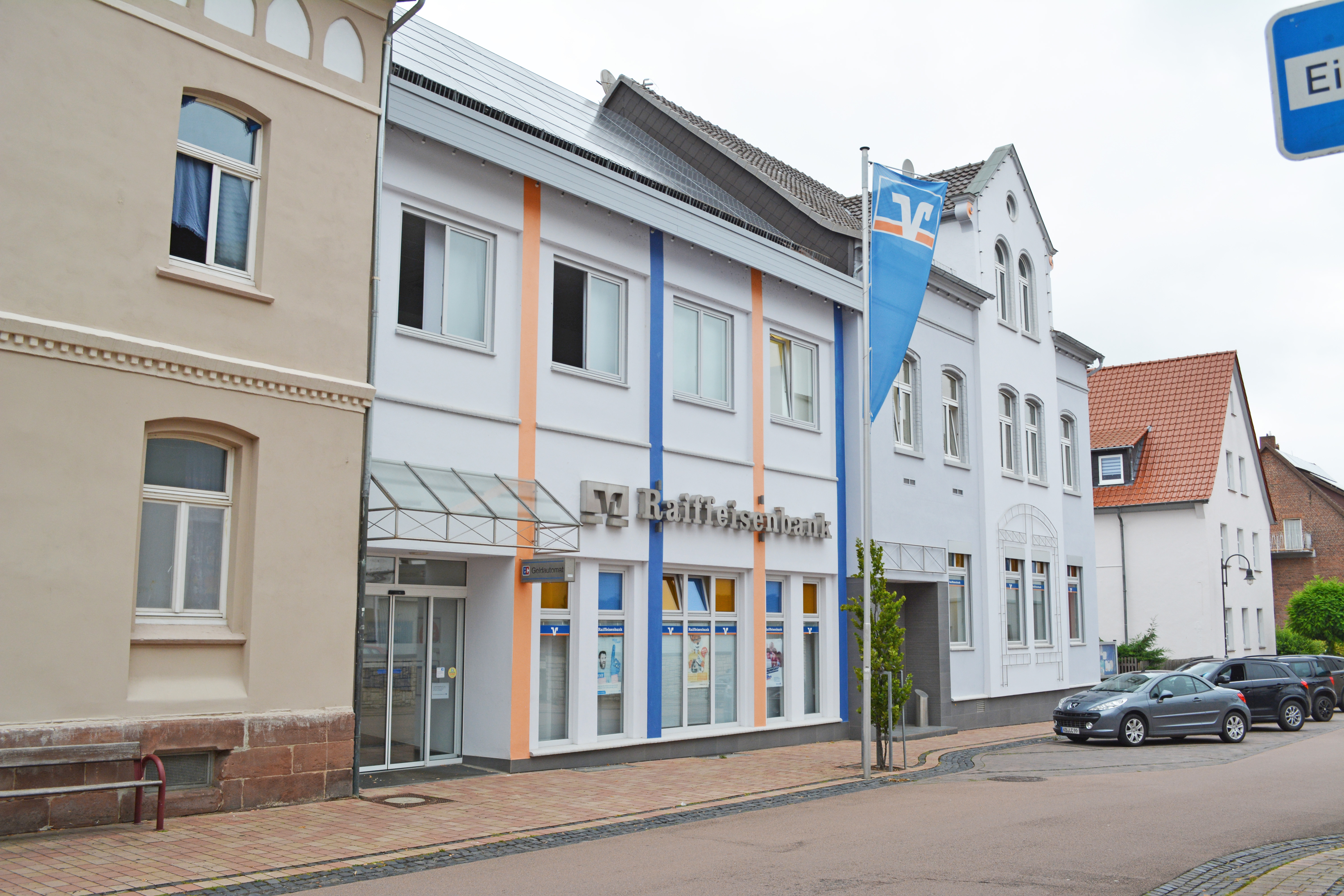
Ehemalige Hauptstelle der Raiffeisenbank in Volkmarsen

Die Bank 16 Geschäftsstellen im Kreis Waldeck-Frankenberg sowie mit der Geschäftsstelle in Breuna-Oberlistingen Eine im Altkreis Wolfhagen.
| - Adorf - Allendorf (Eder) - Bad Arolsen - Bad Wildungen | - Frankenau - Frankenberg (Eder) - Giflitz - Goddelsheim | - Hatzfeld (Eder) - Korbach (2) - Oberlistingen (Breuna) - Rhoden | - Sachsenberg - Sachsenhausen - Volkmarsen - Willingen |

Ehemalige Geschäftsstellenstandorte
| - Bad Arolsen-Mengeringhausen (bis 31.12.2019) - Bad Arolsen-Massenhausen (bis 2000) - Bad Wildungen-Odershausen (nicht dokumentiert) - Bad Wildungen-Braunau (bis 31.12.2015) - Bad Wildungen-Reinhardshausen (bis 31.12.2015) - Diemelsee-Stormbruch (bis 1999) | - Diemelsee-Vasbeck (bis 01.07.2001) - Diemelsee-Wirmighausen (bis 1999) - Diemelsee-Flechtdorf (bis 1999) - Diemelsee-Rhenegge (bis 1999) - Diemelstadt-Wrexen (bis 31.12.2013) - Edersee-Hemfurth (bis 30.06.2012) | - Korbach-Rhena (bis 30.06.2002) - Korbach-Eppe (bis 31.12.1971) - Twistetal-Berndorf (bis 30.09.2020) - Twistetal-Mühlhausen (bis 30.07.2017) - Twistetal-Twiste (bis 30.06.2013) - Waldeck-Freienhagen (bis 30.06.2018) | - Waldeck-Höringhausen (bis 30.06.2018) - Waldeck-Netze (bis 2007) - Waldeck (bis 30.06.2018) - Willingen-Eimelrod (bis 30.04.2013) - Willingen-Usseln (bis 24.01.2022) |